# Storie di sempre
Storie di sempre è il primo album discografico del cantautore italiano Fabio Concato, pubblicato dall'etichetta discografica Harmony nel 1977.
Tra i brani contenuti nel disco, da ricordare A Dean Martin, il cui testo prende in giro il noto cantante statunitense.

## Tracce
Tutti i brani sono stati scritti e composti da Fabio Concato.
Lato A
1. Breve sogno – 2:47
2. 3/4 Tre quarti – 2:15
3. Festa nera – 3:41
4. Ci siamo fregati – 2:34
5. Anche per te – 3:23

Durata totale: 14:40
Lato B
1. Misto di poesia – 3:06
2. A Dean Martin – 3:00
3. Fammi imparare – 2:48
4. Poterti avere qui – 2:32
5. La Nina – 3:08

Durata totale: 14:34

## Formazione
- Fabio Concato - voce, chitarra
- Massimo Luca - chitarra
- Angelo Arienti - chitarra
- Vince Tempera - tastiera, pianoforte, sintetizzatore
- Julius Farmer - basso
- Ellade Bandini - batteria
- Renè Mantegna - percussioni

Note aggiuntive
- Giorgio Vanni - produzione
- Registrato al Cap Studio di Milano
- Angelo Arienti - tecnico di registrazione
- Disegno copertina di Victor Sogliani
- Sal Vitale - fotografia
- Vince Tempera - arrangiamenti[1]